# Velika nagrada Južne Afrike 1976
Velika nagrada Južne Afrike 1976 je bila druga dirka Svetovnega prvenstva Formule 1 v sezoni 1976. Odvijala se je 6. marca 1976.

## Dirka
| Poz | Št | Dirkač             | Konstruktor        | Krogi | Čas/Odstop   | Št. m. | Toč |
| --- | -- | ------------------ | ------------------ | ----- | ------------ | ------ | --- |
| 1   | 1  | Niki Lauda         | Ferrari            | 78    | 1:42:18,4    | 2      | 9   |
| 2   | 11 | James Hunt         | McLaren-Ford       | 78    | + 1,3 s      | 1      | 6   |
| 3   | 12 | Jochen Mass        | McLaren-Ford       | 78    | + 45,9 s     | 4      | 4   |
| 4   | 3  | Jody Scheckter     | Tyrrell-Ford       | 78    | + 1:08,4     | 12     | 3   |
| 5   | 28 | John Watson        | Penske-Ford        | 77    | +1 krog      | 3      | 2   |
| 6   | 27 | Mario Andretti     | Parnelli-Ford      | 77    | +1 krog      | 13     | 1   |
| 7   | 16 | Tom Pryce          | Shadow-Ford        | 77    | +1 krog      | 7      |     |
| 8   | 9  | Vittorio Brambilla | March-Ford         | 77    | +1 krog      | 5      |     |
| 9   | 4  | Patrick Depailler  | Tyrrell-Ford       | 77    | +1 krog      | 6      |     |
| 10  | 5  | Bob Evans          | Lotus-Ford         | 77    | +1 krog      | 23     |     |
| 11  | 18 | Brett Lunger       | Surtees-Ford       | 77    | +1 krog      | 20     |     |
| 12  | 34 | Hans Joachim Stuck | March-Ford         | 76    | +2 kroga     | 17     |     |
| 13  | 21 | Michel Leclère     | Wolf-Williams-Ford | 76    | +2 kroga     | 22     |     |
| 14  | 22 | Chris Amon         | Ensign-Ford        | 76    | +2 kroga     | 18     |     |
| 15  | 24 | Harald Ertl        | Hesketh-Ford       | 74    | +4 krogi     | 24     |     |
| 16  | 20 | Jacky Ickx         | Wolf-Williams-Ford | 73    | +5 krogov    | 19     |     |
| 17  | 30 | Emerson Fittipaldi | Fittipaldi-Ford    | 70    | Motor        | 21     |     |
| Ods | 2  | Clay Regazzoni     | Ferrari            | 52    | Motor        | 9      |     |
| Ods | 26 | Jacques Laffite    | Ligier-Matra       | 49    | Motor        | 8      |     |
| Ods | 17 | Jean-Pierre Jarier | Shadow-Ford        | 28    | Hladilnik    | 15     |     |
| Ods | 8  | Carlos Pace        | Brabham-Alfa Romeo | 22    | Pritisk olja | 14     |     |
| Ods | 6  | Gunnar Nilsson     | Lotus-Ford         | 18    | Sklopka      | 25     |     |
| Ods | 7  | Carlos Reutemann   | Brabham-Alfa Romeo | 16    | Pritisk olja | 11     |     |
| Ods | 10 | Ronnie Peterson    | March-Ford         | 15    | Trčenje      | 13     |     |
| Ods | 15 | Ian Scheckter      | Tyrrell-Ford       | 0     | Trčenje      | 16     |     |